# Peter Sinfield
 Der er for få eller ingen kildehenvisninger i denne artikel, hvilket er et problem. Du kan hjælpe ved at angive troværdige kilder til de påstande, som fremføres i artiklen.

Peter John Sinfield (født 27. december 1943 i London, død 14. november 2024) var en engelsk digter og sangskriver. Han var bedst kendt som grundlægger af gruppen King Crimson.
Han skrev tekster til In the Court of the Crimson King, In the Wake of Poseidon, Lizard og Islands, som han også producerede.
Efter at Robert Fripp bad ham forlade King Crimson, forsatte Sinfield med at være aktiv inden for den progressive rock. Han producerede Roxy Musics første album, Roxy Music, og indspillede senere et soloalbum, Still, i 1973. Albummet blev senere genudgivet på CD som Stillusion. Han skrev tekster til det tidligere King Crimson-medlem Greg Lake i Emerson, Lake & Palmer, såvel som til andre som den italienske progressive rock-gruppe PFM og tidligere sanger og pianist i Procul Harum, Gary Brooker.
Han arbejdede også inden for popmusikken. For eksempel skrev han teksten til "The Land of Make Believe" med gruppen Bucks Fizz og "Think Twice" med Celine Dion. Han skrev også tekster til et anden King Crimson-medlem, David Cross.
Sinfield er mest kendt for sin tekst til Greg Lakes ateistiske julesang "I believe in Father Christmas". Sangen udkom som single i 1975 og var senere med på ELPs "Works Vol. 2" fra 1977, og den er nu blevet en juleklassiker. Sinfields visionære poesi er dybt inspireret af William Shakespeare, Percy Busshe Shelley, William Blake og Rainer Maria Rilke.